# Trigger (Pferd)

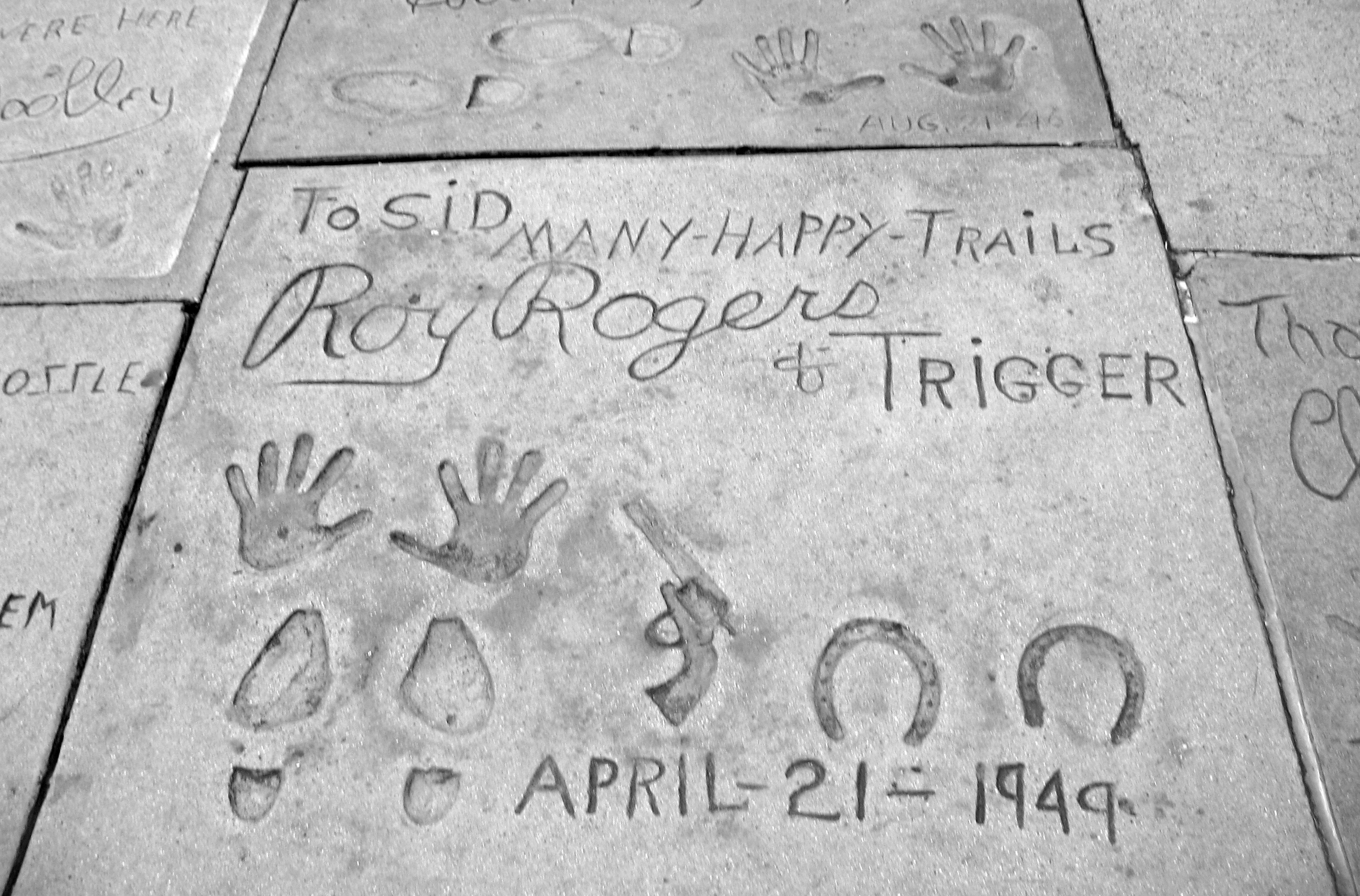
Die Hufabdrücke von Trigger vor dem Chinese Theatre

Trigger (* in den 1930er Jahren in San Diego; † 3. Juli 1965) war ein Palomino, der in zahlreichen Filmen zu sehen war.

## Leben
Das Hengstfohlen, das später den Namen Trigger erhalten sollte, wurde 1932 oder am 4. Juli 1934 wahrscheinlich auf einer Ranch in San Diego geboren, die von Roy F. Cloud betrieben wurde. Sein Vater war ein Rennpferd namens Tarzan, die Mutter hieß Apac. Der Züchter war Captain Larry Good. Das Pferd wurde zunächst Golden Cloud genannt. Sein Vater soll ein reinrassiges Tier, seine Mutter eine nicht eingetragene Stute, gewesen sein. Roy F. Cloud ließ es 1937 bei der Palomino Horse Association eintragen. Golden Cloud erhielt dort die Registriernummer 214.
Als Jungtier von etwa drei Jahren wurde der Hengst an die Hudkins Stables in Hollywood verkauft. Dort wurden Tiere gehalten, die an die Filmindustrie verliehen wurden. Das Pferd erschien zum ersten Mal 1938 auf der Leinwand: Olivia de Havilland ritt den Palomino in The Adventures of Robin Hood.
Im selben Jahr erhielt Roy Rogers seine erste Hauptrolle. In dem B-Western Under Western Stars sollte er einen Cowboy spielen. Man bot ihm für diese Rolle mehrere Pferde zur Auswahl an, und er entschied sich für Golden Cloud. Auf den Vorschlag seines Kollegen Smiley Burnette hin benannte er den schnellen Hengst in Trigger um. Er war begeistert von dem Tier und stellte außerdem auf einer Promotion-Tour für Under Western Stars immer wieder fest, dass ein großer Teil des Erfolgs des Films auf das Pferd zurückzuführen war, das dem Publikum offenbar sehr attraktiv erschien. Er beschloss daher, den Palomino zu kaufen und weiterhin in Filmen zu reiten. Clyde Hudkins verlangte für das Pferd 2.500 Dollar – eine enorme Summe für den Schauspieler, der auch nach dem Erfolg des Westerns erst 75 Dollar pro Woche verdiente. Dennoch schloss Roy Rogers den Kaufvertrag ab und erklärte sich bereit, Trigger in Raten zu bezahlen. Wann genau dies geschah, ist umstritten: Während in der Rogers-Biographie Happy Trails. Our Life Story behauptet wird, der Kauf habe schon 1938 oder 1939 stattgefunden, beruft sich die Seite royrogersworld.com auf zwei Kopien von Zahlungsbelegen aus dem Jahr 1943. Demnach habe Roy Rogers im September dieses Jahres 500 und im Dezember 2.000 Dollar für das Pferd gezahlt.
Trigger, der zahlreiche Tricks beherrschte, trat – sofern es sich jeweils um ein und dasselbe Pferd handelte – insgesamt in 88 Roy-Rogers-Filmen auf, ferner in einer dreistelligen Zahl von Folgen der Roy Rogers Show, die NBC von 1951 bis 1957 ausstrahlte. Zusammen mit Rogers hatte das Tier 1944 zudem einen Auftritt in dem Musikfilm Hollywood Canteen. Außerdem war er bei zahlreichen öffentlichen Auftritten seines Besitzers zu sehen, unter anderem auch bei Besuchen, die Rogers kranken Kindern im Hospital abstattete. Er trug meist silber- und goldgeschmückte Sättel von Edward H. Bohlin, die bis zu 150 Pfund wogen.
Roy Rogers spielte in seinen Western immer den „guten Cowboy“. Eine andere Rolle, in der er außerdem hätte rauchen und trinken müssen, lehnte er ab, da er sein Stammpublikum nicht enttäuschen wollte. Daraufhin drohte ihm Herbert Yates, der Leiter des Filmstudios, für das Rogers arbeitete, an, ihm weitere Rollen in seinem bevorzugten Genre zu streichen und Trigger von einem anderen Schauspieler reiten zu lassen. Offenbar war Yates zu diesem Zeitpunkt nicht klar, dass Rogers Trigger gekauft hatte, oder der Kauf fiel gerade in diese Zeit. Nachdem Rogers Yates jedenfalls mitgeteilt hatte, dass das Pferd sein Eigentum war, hütete sich Yates, Rogers in seiner Rollenwahl weiter beeinflussen zu wollen, um den Palomino nicht zu verlieren.
Trigger trat nur selten ohne Roy Rogers in Filmen auf. Er war unter Gilbert Roland in dem Schwarzweißfilm Juarez von 1939 und in Shut my Big Mouth von 1942 zu sehen.
Er gewann 1953 den P.A.T.S.Y. Award und 1958 den Craven Award. Zeitweise gab es auch einen Trigger-Fanclub, der weltweit Mitglieder hatte.

## Trigger als Museumsexponat
Rogers nutzte Trigger, bis er die Roy Rogers Show im Jahr 1957 aufgab. Danach erhielt das Pferd in Hidden Valley das Gnadenbrot, bis es 1965 starb. Nach seinem Tod fragte das Smithsonian Institute in Washington, D.C. an, ob es den Leichnam nicht für seine Sammlung erhalten könne. Roy Rogers’ Ehefrau Dale Evans dagegen wollte das Tier begraben lassen. Beide Vorschläge stießen nicht auf Roy Rogers’ Zustimmung. Er ließ Trigger stattdessen bei Bischoff's Taxidermy, die damals in Los Angeles ansässig war, präparieren. Ab 1967 war der ausgestopfte Hengst im Roy Rogers-Dale Evans Museum in Apple Valley ausgestellt. Dieses Museum zog 1976 in die Nähe von Victorville und 2003 nach Branson in Missouri um. Dort war Trigger noch bis zur Schließung des Museums im Dezember 2009 zu sehen. Die Ausstellungsstücke wurden danach verkauft.

## Weitere Triggers
Roy Rogers kaufte, um den originalen Trigger zu entlasten, mindestens zwei weitere Palominos, die er als Doubles für das Filmpferd verwendete: Little Trigger war ein Tier ohne Stammbaum, das vor allem in den 1940er und 1950er Jahren für Auftritte in der Öffentlichkeit genutzt wurde, aber auch in einigen Filmen zu sehen war, so etwa in Son of Paleface von 1952. Über seine Lebensdaten kann nur spekuliert werden.
Trigger Jr. wurde 1941 geboren, hieß eigentlich Allen’s Gold Zephyr und war ein Tennessee Walking Horse. Roy Rogers kaufte ihn 1948. Im Gegensatz zu Little Trigger wurde auch Trigger Jr. nach seinem Tod 1969 präpariert und kam ins Museum.
In der Öffentlichkeit versuchte Rogers zu verschweigen, dass er mindestens drei Triggers besaß, und versuchte zumindest bei seinen jungen Fans die Fiktion aufrechtzuerhalten, es gäbe nur ein Pferd dieses Namens und Aussehens. Auf einigen Aufnahmen sind die Unterschiede jedoch zu sehen. Der originale Trigger hatte ein weißes Abzeichen im Gesicht, das seine gesamte rechte Nüster, aber nur die obere Hälfte der linken bedeckte. Er hatte nur am linken Hinterbein ein weißes Abzeichen, während die beiden Ersatztriggers an allen vier Beinen Abzeichen hatten.
Trigger wurde nie kastriert, zeugte jedoch keine Nachkommen.